# 下横野
下横野（しもよこの）は岡山県津山市にある地名。郵便番号は708-0807。

## 地理
上横野と大篠の南の間に位置する。上横野とともに、横野地区とも呼ばれ、大きく分けた高田地区の大半を占める。横野滝、横野和紙で名前が聞かれる。上横野とは対を成すが面積は圧倒的に上横野が大きく、鏡野町上齋原と下斎原の関係に近い。ただしこちらは明治の町村制時に別の村となっていること、またそれによって正式な漢字（上齋原と下斎原）が異なる点が違う。

## 歴史

### 沿革
- 1672年 - 横野村が上横野村、上横野村奥谷分（奥谷村）、下横野村に分村。
- 江戸末期 - 下横野村が上組、下組に分村。
- 1872年 - 下横野村上組、下横野村下組が合併、下横野村となる。
- 1889年6月1日 - 町村制施行に伴い、東北条郡下横野村が同郡大篠村、上横野村と合併し、高田村となる。下横野村は大字下横野となり、役場が置かれる。
- 1900年4月1日 - 東北条郡が東南条郡、西西条郡、西北条郡と合併し、苫田郡となる。
- 1954年7月1日 - 高田村が周辺の9村とともに津山市へ編入される。

## 世帯数と人口
2021年（令和3年）1月1日現在の世帯数と人口は以下の通りである。
| 町丁   | 世帯数  | 人口  |
| ------ | ------- | ----- |
| 下横野 | 300世帯 | 717人 |

## 小・中学校の学区
市立小・中学校に通う場合、学区は以下の通りとなる。
| 番地 | 小学校             | 中学校             |
| ---- | ------------------ | ------------------ |
| 全域 | 津山市立高田小学校 | 津山市立北陵中学校 |

## 交通

### 道路
- 岡山県道68号津山加茂線
- 岡山県道345号上横野兼田線
- 岡山県道478号大田上横野線

## 施設・寺院
- 津山市立高田小学校
- 津山市高田公民館
- 多聞寺